# Eugen Diederichs

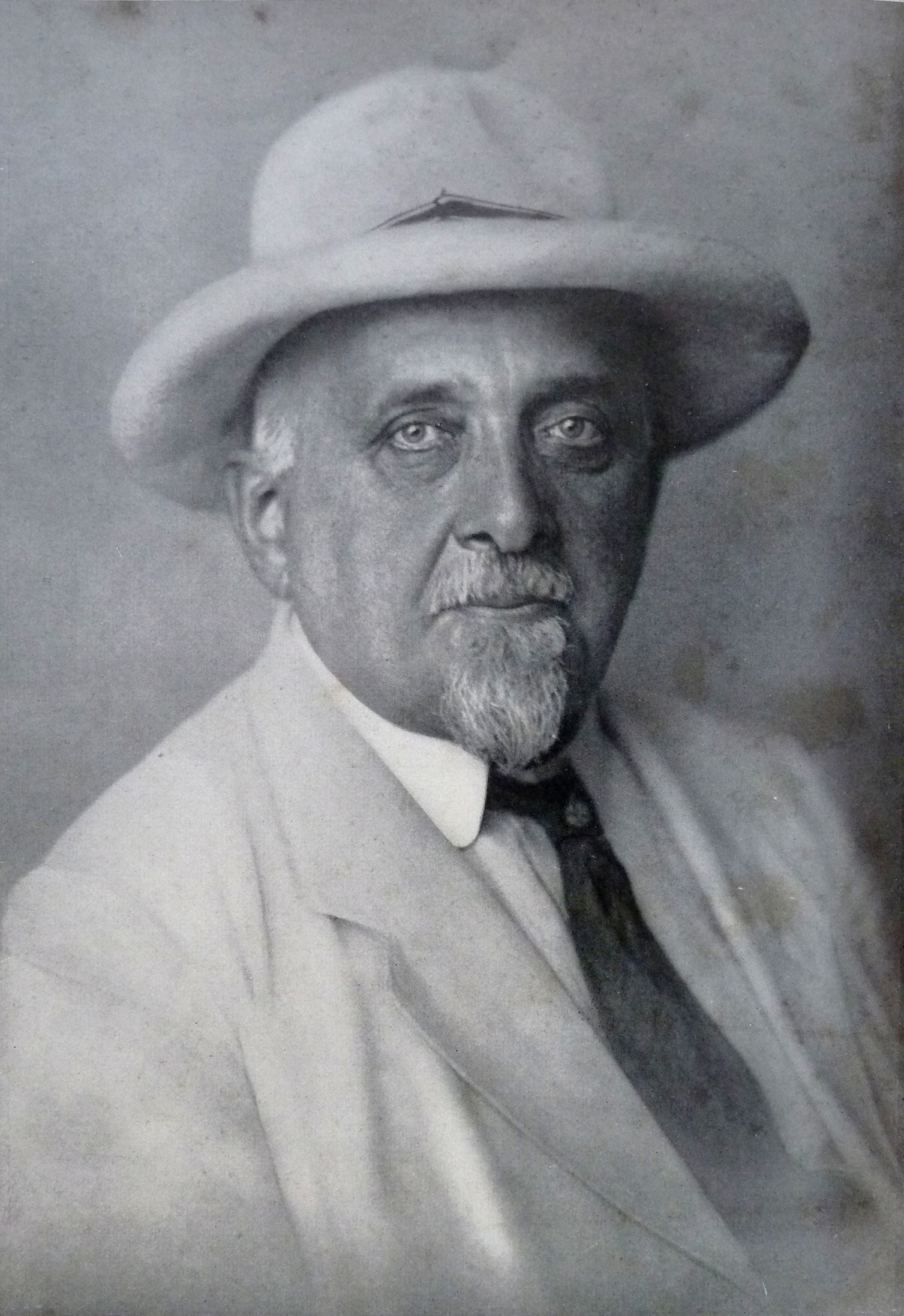
Eugen Diederichs (Foto Alfred Bischoff, Jena)

Eugen Diederichs (* 22. Juni 1867 in Löbitz; † 10. September 1930 in Jena) war ein bedeutender deutscher Verleger. 1896 gründete er seinen Verlag in Florenz, dessen breit gefächertes Programm sich auf Werke der deutschen Romantik und Klassik sowie Schriften der Antike und Friedrich Nietzsches erstreckte. Heute ist der Diederichs Verlag ein Imprint der Verlagsgruppe Random House in München.

## Leben

### Die frühen Jahre
Eugen Diederichs wurde auf dem Landgut Löbitz westlich von Osterfeld (Sachsen-Anhalt) geboren und verbrachte seine Kinder- und Jugendjahre ab 1872 in Naumburg. Er ließ sich auf Wunsch seines Vaters Carl Friedrich nach der Mittleren Reife zum Landwirt ausbilden und arbeitete anschließend als Verwalter auf verschiedenen Höfen.
1888 folgte er seiner eigentlichen Neigung und ließ sich in Halle zum Buchhändler beim theologischen Verlag Eugen Strien ausbilden. In den folgenden Jahren arbeitete er als Sortimenter in verschiedenen Buchhandlungen (unter anderen in der Stuber'schen Buchhandlung in Würzburg und der Mencke'schen Buchhandlung in Erlangen). Seine Vorliebe fürs Reisen zeigte sich schon 1892, als er die erste größere Unternehmung vom Oberrhein und dem Elsass in die Schweiz über die französischen Alpen nach Spanien und schließlich nach Bordeaux machte. Bereits als junger Mann erlitt er einen Nervenzusammenbruch und litt unter starken Depressionen. Nicht selten sollten die Reisen auch der Genesung von seinen depressiven Phasen dienen.

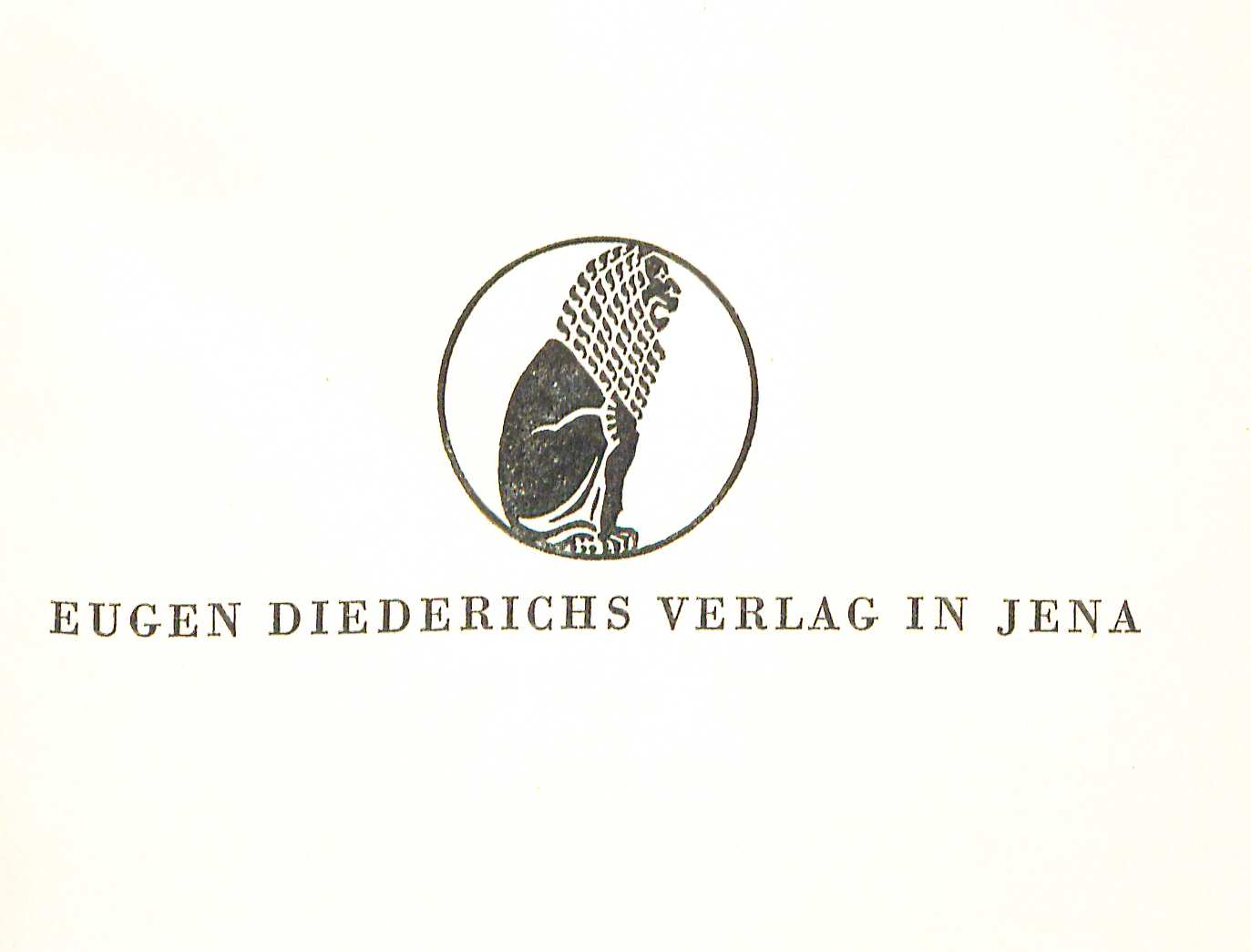
Eugen Diederichs Verlag Jena 1931

Als es ihn 1896 nach Italien zog, entschied er sich, in Florenz einen Verlag zu gründen. In einem Brief aus Venedig an Ferdinand Avenarius vom 1. September schrieb er: „Ich will mich […] diesen Moment gründen unter der Firma: E. Diederichs, Florenz und Leipzig – Verlag für moderne Bestrebungen in Literatur, Naturwissenschaft, Sozialwissenschaft und Theosophie […] Ich habe den kühnen Plan, ich möchte einen Versammlungsort moderner Geister haben.“
Die ersten Veröffentlichungen waren Gedichtbände von Emil Rudolf Weiß und Ferdinand Avenarius, wobei Diederichs der große Erfolg 1897 mit Hans Blums Die deutsche Revolution 1848/49 gelang. Im gleichen Jahr siedelte das Unternehmen nach Leipzig über. Zu den Publikationen der frühen Jahre gehört auch das zweite Buch von Hermann Hesse Eine Stunde hinter Mitternacht (1899).

### Die Verlagstätigkeit in Leipzig und Jena

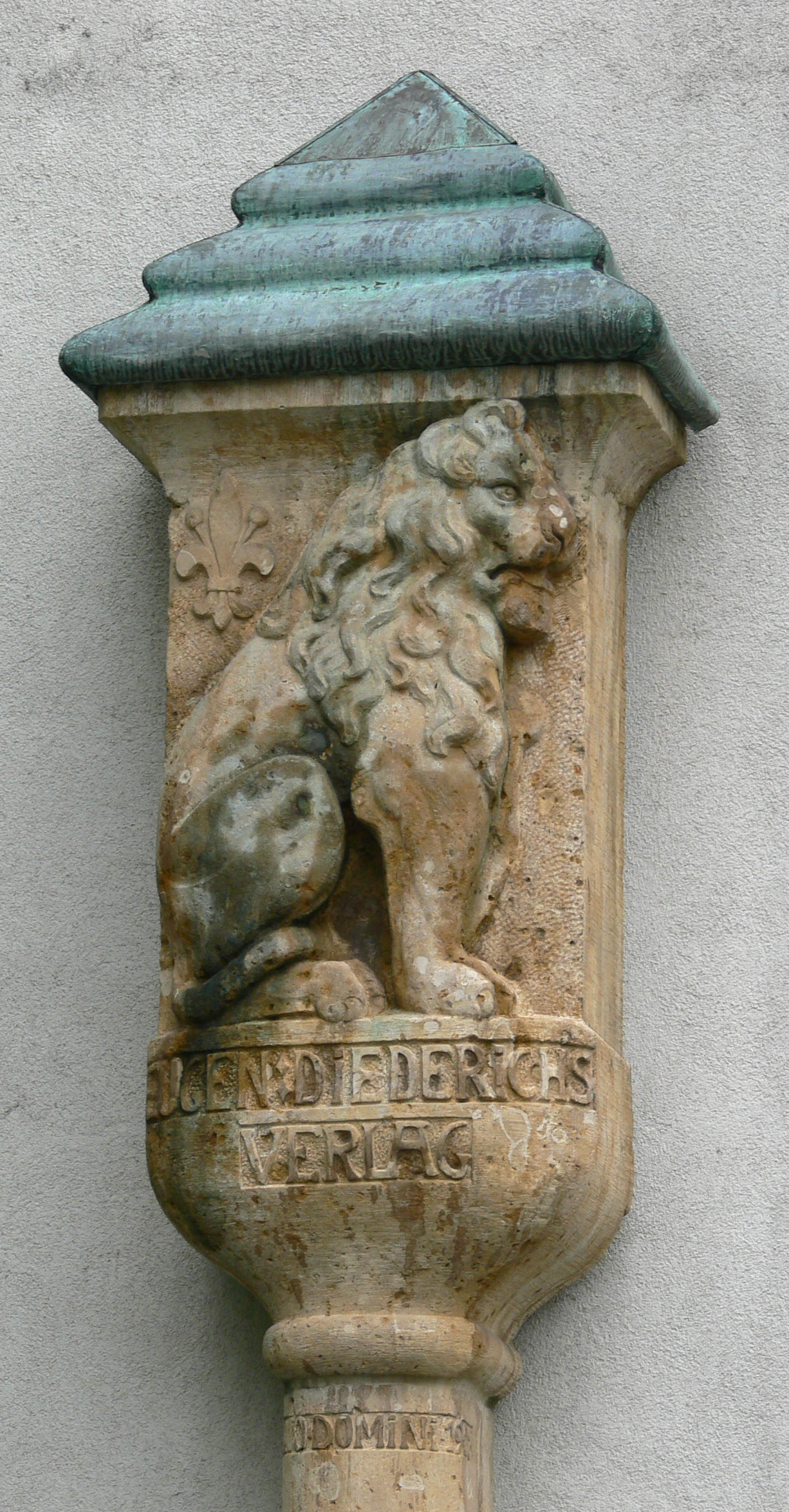
Das Relief mit dem Logo des Eugen Diederichs Verlags war am 1945 zerstörten Verlagshaus am Carl-Zeiß-Platz in Jena angebracht und ziert heute den Nachfolgerbau an gleicher Stelle.

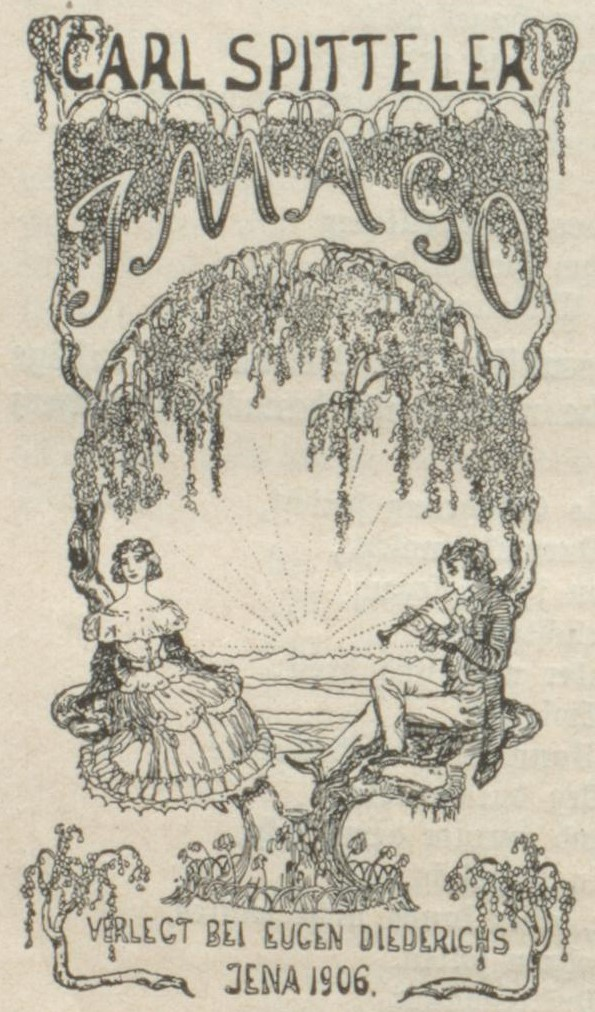
Carl Spitteler erhielt 1919 den Literaturnobelpreis

1898 heiratete Diederichs Helene Voigt, die zum Zeitpunkt des Kennenlernens als Autorin für die Schleswig-Holsteiner Landsleute tätig war. Mit ihr hatte er vier Kinder: Ruth, Jürgen, Niels und Peter Diederichs. Im Jahr der Hochzeit gab er Wilhelm Bölsches Das Liebesleben in der Natur in drei Bänden heraus. Er begann die ersten Werkausgaben von Jens Peter Jacobsen, Novalis und Maurice Maeterlinck herauszugeben, denen weitere folgten, so von John Ruskin, Leo Tolstoi, Anton Tschechow und Friedrich Hölderlin. Diederichs konzipierte in den nächsten drei Jahrzehnten mehrere Reihen und Serien, was seine Tätigkeit als Verleger kennzeichnete. Als erste Reihe erschien 1899 Monographien zur deutschen Kulturgeschichte, die 1905 allerdings nach zwölf Bänden erfolglos eingestellt werden musste. Ferner eröffnete er die Reihen Erzieher zu deutscher Bildung (1904), Die Kunst in Bildern (1909) und Religion und Philosophie Chinas (1910).
1904 zog der Verleger mit seiner Familie von der Metropole des Buchhandels Leipzig nach Jena um, wo der Sitz des Verlags bis 1948 verblieb. 1907 wurde er Mitglied im neu gegründeten Deutschen Werkbund.
Der erste Verlagskatalog erschien 1908 unter dem Titel Wege zur deutscher Kultur, in dem der Verleger seinen Gesamtbestand in sieben Kategorien aufteilte. Neben der Sparte Schriften der Antike, der deutschen Mystik, der italienischen Renaissance sowie der deutschen Klassik und Romantik enthielt das Verzeichnis die Bereiche Bücher zu Friedrich Nietzsche, Einzeltitel kulturtheoretischer und lebensphilosophischer Ausrichtung und Werke der Weltliteratur als Bezugspunkte für die „deutsche Kultur“. In der ersten Kategorie erschienen Werke von Platon, Aristoteles und Plotin sowie Meister Eckeharts Schriften und Ekstatischen Konfessionen von Martin Buber. Von den Romantikern waren Friedrich Hölderlin, Friedrich von Schlegel, Friedrich Schleiermacher und Bettina von Arnim vertreten. Das wichtigste Buch der zweiten Abteilung war Carl Albrecht Bernoullis Franz Overbeck und Friedrich Nietzsche, das dem verklärten Nietzsche-Bild entgegenwirkte, das Elisabeth Förster-Nietzsche und das Weimarer Nietzsche-Archiv pflegten.
Weiterhin verlegte er die Werke des Sozialphilosophen und Malers John Ruskin, der ihm als Vorbild diente, und Bücher deutschsprachiger Autoren wie Wilhelm Bölsche, Bruno Wille, Hermann Löns und Carl Spitteler. Auch Arbeiterliteratur ließ Diederichs von seinem Lektor Paul Göhre herausbringen, so Das Leben eines Landarbeiters von Franz Rehbein.
Das breit gefächerte Verlagsprogramm verdeutlichte Diederichs Anspruch, einen universellen Kulturverlag zu führen. Dessen Ausrichtung war von seiner persönlichen Entwicklung und seinem individuellen Weltempfinden geprägt. Nach und nach wurde das Profil des Unternehmens von religiösen und antirationalistischen Schriften durchdrungen und von „neuromantischen“ Autoren wie Ludwig Coellen, Karl Joël und Erwin Kircher geprägt. Zugleich sollte der Verlag zur Anlaufstelle von nationalkonservativem Schrifttum werden. Ein Teil der Romanliteratur war der Heimatschutzbewegung zuzuordnen, die gegen die Industrialisierung und Technisierung gerichtet war.
Zu den Autoren des Verlags zählte auch seine Ehefrau Helene Voigt-Diederichs, die Aus Kinderland (1907) und den Novellenband Nur ein Gleichnis veröffentlichte.  Nach Affären von Helene Voigt-Diederichs mit Max Scheler und Erich Kuithan kam es 1908 zu einer Ehekrise und 1911 zur Scheidung. Ein Jahr später übernahm Eugen Diederichs die kulturpädagogische Zeitschrift Die Tat (Eine sozial-religiöse Monatsschrift für deutsche Kultur), die er seit 1913 selbst herausgab. In der monografischen Reihe Die Tat erschien
1921 vom Erfurter evangelischen Pfarrer Adam Ritzhaupt (1882–1976) die Flugschrift über Die "Neue Schar" in Thüringen. Diederichs gilt als Mentor des freistudentischen Serakreis in Jena.
Seit dem 18. April 1916 war er in zweiter Ehe mit der Schriftstellerin Lulu von Strauß und Torney verheiratet, die ebenfalls einige ihrer Schriften im Verlag herausbrachte und aktiv mitarbeitete.
Kurz vor dem Ersten Weltkrieg konzentrierte sich der Verleger mehr und mehr auf die Herausgabe von Büchern, die im Zeichen einer „Volkstumbewegung“ standen. Diese Ausrichtung des Programms sollte das Profil des Unternehmens unter Beibehaltung früherer Akzente in den 1920er Jahren maßgeblich mitbestimmen. Eine weitere Annäherung an den Nationalsozialismus zeigte sein Beitrag Krisis des deutschen Buches, den er in den Mitteilungen des von Alfred Rosenberg initiierten völkisch gesinnten, antisemitischen Kampfbunds für deutsche Kultur publizierte.
Diederichs war Mitglied der Freimaurerloge Urania zur Unsterblichkeit in Berlin; in seinem Verlag erschienen zahlreiche bedeutende freimaurerische Werke.

### Der Verlag während des Dritten Reichs
Nach dem Tod Eugen Diederichs’ 1930 – sein Grab befindet sich auf dem Nordfriedhof von Jena – übernahmen seine Söhne Niels und Peter Diederichs mit Hilfe von Lulu von Strauß und Torney sowie Max Linke die Leitung des Unternehmens.
In den 1930er und 1940er Jahren stand der Name „Diederichs“ weiterhin für die von Eugen Diederichs vorgegebenen Inhalte und Ziele, auch für jene der Völkerverständigung. Da die Ausrichtung des Verlags auf einer nationalkonservativen Tradition beruhte, konnte der Betrieb während der Zeit des Nationalsozialismus durch eine Anpassungsstrategie weiterhin bestehen. Dennoch bekam das Unternehmen die Zensurmaßnahmen der NS-Regierung früh zu spüren. 1933 musste Hans Zehrer, der Herausgeber der Tat, seine Position auf Geheiß der NSDAP aufgeben, ab 1935 war der Titel im Handel nicht mehr erhältlich. Auch die Bücher von Richard Benz, einem der wichtigsten Autoren des Verlags, fielen der Zensur zum Opfer, so wurde 1935 die Veröffentlichung seines Werks Geist und Reich verboten. Ungeachtet dessen erschien ein Jahr später bei Diederichs ein neues Buch von Benz, das aufgrund seines weniger verdächtigen Titels Vom Erdenschicksal ewiger Musik veröffentlicht werden konnte.
Edwin Erich Dwinger, dessen Publikationen seit Beginn der 1930er Jahre einen Hauptteil der Verlagseinnahmen erbrachten, bekam 1942 aufgrund seiner Schrift Zwischen Weiß und Rot Probleme mit den Zensurbehörden. Allerdings blieb die Zahl der verbotenen Bücher während der NS-Zeit überschaubar; neun Werke wurden als ausdrücklich unerwünscht deklariert, während z. B. der S. Fischer Verlag zwischen 1933 und 1944 123 Bücher aus seinem Verlagsprogramm streichen musste. Es wurden aber auch Bücher von Herman Wirth, dem Gründer des Ahnenerbes, verlegt.
Als Niels und Peter Diederichs 1939 eingezogen wurden, übernahm Max Linke die alleinige Leitung des Verlags. 1946 wurde er von Soldaten der Roten Armee verhaftet und starb am 17. September 1947 im Speziallager Sachsenhausen.

### Verlagsgeschichte nach dem Krieg
Erst 1949 konnte der Verlag in Düsseldorf und Köln neu gegründet werden. Er existiert noch heute, war von 1988 bis 2008 ein Imprint des Heinrich Hugendubel Verlags (München) und gehört seit Mai 2008 zur Verlagsgruppe Random House.

## Eugen Diederichs und die Buchkunst
Ein Hauptanliegen des Verlegers war es, edle Gebrauchsbücher herzustellen. Diese sollten sich von der üblichen Massenware ebenso absetzen wie von repräsentativen Pracht-Ausgaben. Für ihn stellte das Buch ein Gesamtkunstwerk dar, bei dem alle Materialien (Papier, Einband, Umschlag usw.) aufeinander abgestimmt sein mussten. Die äußere Gestalt des Buchs sollte wiederum zum Inhalt des Werks passen. Diederichs Vorbild hierbei war William Morris, der sich seinerseits auf die Buchkunst des Mittelalters bezog.
Eine herausgehobene Rolle bei der Ausschmückung der Publikationen spielte der Innentitel, der den ersten Eindruck über Inhalt und Ausrichtung des Buchs vermittelte. Außerdem legte Diederichs Wert darauf, holzfreies, raues, nicht glänzendes Papier zu verwenden, das zusammen mit dem Natureinband einen traditionellen handwerklichen Eindruck ergab. Weiterhin lag dem Verleger an einer künstlerisch geschnittenen Schrift, und auch der Aufdruck, der Buchschnitt und das Vorsatzpapier mussten farblich aufeinander abgestimmt sein.
Während die Buchausstattungen in den Leipziger Jahren von Jugendstil und Neobiedermeier beeinflusst waren, versuchte der Verleger seit der Jenaer Zeit eine weniger verspielte Ausformung seiner Veröffentlichungen zu konzipieren. Die opulente Verzierung wich dem Anliegen, eine größere Einfachheit bei der Gestaltung der Werke zu erreichen, die dennoch dekorativ wirken sollten. Beschäftigte Diederichs in Leipzig hauptsächlich Künstler wie Heinrich Vogeler und Johann Vincenz Cissarz, kam es in Jena zur Zusammenarbeit mit Fritz Helmuth Ehmcke und Peter Behrens, der 1907/1908 eine neue Antiqua-Schrift entwickelte. Außerdem traten Friedrich Hermann Ernst Schneidler, Marie Bock, Anna Gramatyka, Wilhelm Schulz und Erich Kuithan als Gestalter neu hinzu.
Besonders durch die Zusammenarbeit mit dem Holzschnitzer, Maler und Grafiker Max Thalmann, der bis zu seinem Tod 1944 künstlerischer Beirat des Verlags war und eine Reihe von Büchern selbst gestaltete, gelang es Diederichs in den folgenden Jahren, seinen Verlagsproduktionen einen möglichst einheitlichen Stil zu verleihen.

## Auszeichnungen
Im Jahr 1900 erhielt Diederichs für seine buchkünstlerischen Leistungen die Bronzemedaille der Weltausstellung in Paris. Es folgte ein 1. Preis auf der Dresdner Kunstgewerbe-Ausstellung 1906 sowie eine Auszeichnung mit dem Grand Prix der Weltausstellung 1910 in Brüssel.
1924 verlieh die Universität zu Köln Eugen Diederichs auf Vorschlag von Friedrich von der Leyen die Ehrendoktorwürde. Zu seinem sechzigsten Geburtstag ernannte ihn die Stadt Jena zum Ehrenbürger.

## Reihen und Serien (bis 1931)
- Monographien zur deutschen Kulturgeschichte. (Hrsg.: Georg Steinhausen), insgesamt 12 Bände und Registerband; 1899–1909.
- Erzieher zu deutscher Bildung. (Hrsg.: Friedrich von der Leyen, fußte hauptsächlich auf Werken der Klassik und Romantik), insgesamt 9 Bände; 1904–1907.
- Deutsches Leben der Vergangenheit in Bildern: ein Atlas mit 1760 Nachbildungen alter Kupfer- und Holzschnitte aus dem 15ten – 18ten Jahrhundert. 2 Bände. Jena 1908–1909. digital.ub.uni-duesseldorf.de Digitalisat
- Die Kunst in Bildern. Insgesamt 6 Bände; 1909–1921.
- Religion und Philosophie Chinas. (Hrsg.: Richard Wilhelm), insgesamt 8 Bände; 1910–1930.
- Politische Bibliothek. (Hrsg.: Eduard Bernstein, Hans Dorn und Gustav F. Steffen), insgesamt 18 Bände; 1910–1918.
- Die deutschen Volksbücher. (Hrsg.: Richard Benz), insgesamt 6 Bände und Einleitungsband; 1911–1924.
- Das Zeitalter der Renaissance. (Hrsg.: Marie Herzfeld), insgesamt 14 Bände (statt der 24 angekündigten); I. Serie: Bände 1–10, II. Serie: Bände 1, 2, 7, 10; 1910–1928.
- Thule – Altnordische Dichtung und Prosa. (Hrsg.: Felix Niedner , Edition der wichtigsten germanisch-isländischen Sagas), insgesamt 24 Bände und Einleitungsband; 1911–1930.
- Die Märchen der Weltliteratur. (Hrsg.: Friedrich von der Leyen und Paul Zaunert), in der ersten Periode (1912–1929), insgesamt 35 Bände.
- Religiöse Stimmen der Völker. (Hrsg.: Walter Otto), insgesamt 12 Bände, 1912–1925.
- Schriften zur Soziologie der Kultur (Hrsg.: Alfred Weber), insgesamt 4 Bände; 1913–1919.
- Schriften zum Verständnis der Völker. Insgesamt 6 Bände; 1915–1917.
- Atlantis – Volksmärchen und Volksdichtungen Afrikas. (Hrsg.: Leo Frobenius), insgesamt 12 Bände (statt der 15 angekündigten); 1921–1928.
- Das alte Reich: Quellen zur deutschen Kultur. Insgesamt 8 Bände (7 Titel); 1922–1932
- Deutsche Volkheit. (Hrsg.: Paul Zaunert), insgesamt 77 Bände; 1925–1931.
- Frühgermanentum. 1928–1929.

## Eigene Schriften
- Sollen wir die Fraktur abschaffen? In: Hans Feigl (Hg.): Deutscher Bibliophilen-Kalender für das Jahr 1915, Jg. 3, Wien 1915, S. 75–79.
- Vaterländische Gesellschaften. (PDF; 1,5 MB). In: Die Tat. Monatsschrift für die Zukunft deutscher Kultur. Heft 5/8, 1916.
- Die Tätigkeit des Verlages Eugen Diederichs in Jena während des letzten Jahrzehnts 1914–1924. Eugen Diederichs Verlag, Jena 1924.
- Aus meinem Leben. Eugen Diederichs Verlag, Jena 1938.